# Загірці (Молодечненський район)
Загірці (біл. вёска Загорцы) — село в складі Молодечненського району Мінської області, Білорусь. Село підпорядковане Границькій сільській раді, розташоване в західній частині області.